# Pool Getafe
El Pool Getafe fue un club de baloncesto femenino español de Getafe, Madrid. A partir del equipo Sagrado Corazón de Godella, localidad de Valencia,  se funda el Club Bàsquet Godella. Tuvo las denominaciones comerciales de Dorna Godella entre 1991 y 1994, y Godella Costa Naranja entre 1994 y 1996, debido al patrocinio de Dorna y de Anecoop. Bajo la dirección de Miki Vukovic, se convirtió en uno de los mejores equipos de España, ganando la Liga Femenina de Baloncesto en 1991, 1992, 1993, 1994, 1995 y 1996; la Copa de la Reina en 1991, 1992, 1994 y 1995; la Euroliga en 1992 y 1993; y la Copa Intercontinental FIBA de 1992. En 1996, el club se trasladó a Getafe y cambió de nombre a Pool Getafe, mientras que los equipos de las categorías inferiores se incorporaron al Popular Bàsquet Godella. Volvió a ganar la Liga y la Copa en 1997 y 1998 de manera consecutiva.
En 1998 desaparece por problemas económicos.

## Historia
A partir del equipo juvenil del Sagrado Corazón de Godella, localidad de la provincia de Valencia,  se funda el Club Bàsquet Godella. Tuvo las denominaciones comerciales de Dorna Godella entre 1991 y 1994, y Godella Costa Naranja entre 1994 y 1996, debido al patrocinio de Dorna y de Anecoop. Con Miki Vukovic de entrenador, se convirtió en uno de los mejores equipos de España, ganando la Liga Femenina de Baloncesto en 1991, 1992, 1993, 1994, 1995 y 1996; la Copa de la Reina en 1991, 1992, 1994 y 1995; la Euroliga Femenina en 1992 y 1993; y la Copa Intercontinental FIBA femenina de 1992.
En 1996, el club se traslada a Getafe y cambia de nombre a Pool Getafe, mientras que los equipos de las categorías inferiores se incorporan al Popular Bàsquet Godella. Vuelve a ganar la Liga y la Copa en 1997 y 1998. 
En 1998 desaparece por problemas económicos.